# Serie A 2019-2020 (rugby a 15)
La serie A 2019-20 fu l'86º campionato di seconda divisione di rugby a 15 in Italia.
In programma dal 20 ottobre 2019 al 24 maggio 2020 tra 30 squadre ripartite in prima fase su 3 gironi geografici e in seconda fase su un girone play-off ed un girone play-out, fu sospeso e dichiarato non assegnato dalla Federazione Italiana Rugby il 26 marzo 2020 a seguito dell'emergenza dovuta alla pandemia di COVID-19, causa dell'interruzione di tutte le attività sportive in Italia.
Per effetto di tale decisione del consiglio federale della FIR, non solo il titolo di campione d'Italia di serie A non fu assegnato ma non si procedette né a promozioni né a retrocessioni.
Il 9 ottobre 2019 la U.R. L’Aquila comunicò il ritiro della formazione dal campionato e in data 23 ottobre 2019 la FIR escluse la società dalla divisione nazionale; a prenderne il posto nel girone 3 fu la Civitavecchia ripescata dalla serie B.

## Squadre partecipanti

### Girone 1
| Club             | Sponsor    | Città      | Impianto interno        |
| ---------------- | ---------- | ---------- | ----------------------- |
| Accademia FIR    |            | Calvisano  | Stadio San Michele      |
| Amatori Alghero  |            | Alghero    | Stadio Maria Pia        |
| Biella           |            | Biella     | Stadio del Rugby        |
| I Centurioni     |            | Lumezzane  | Stadio del Rugby        |
| CUS Genova       |            | Genova     | Stadio Carlini          |
| CUS Torino       |            | Grugliasco | C.S. Albonico           |
| Rugby Milano     |            | Milano     | C.S. Curioni            |
| Pro Recco        |            | Recco      | Campo Androne           |
| Parabiago        |            | Parabiago  | C.S. Venegoni-Marazzini |
| VII Rugby Torino | Tecnikabel | Torino     | Stadio Nebiolo          |

### Girone 2
| Club         | Sponsor         | Città                | Impianto interno        |
| ------------ | --------------- | -------------------- | ----------------------- |
| Badia        | Borsari         | Badia Polesine       | Nuovi impianti sportivi |
| Casale       | Dopla           | Casale sul Sile      | Stadio Eugenio          |
| Paese        |                 | Paese                | Stadio Visentin         |
| Petrarca A   |                 | Padova               | C.S. Geremia            |
| Tarvisium    |                 | Treviso              | Campo San Paolo         |
| Udine        |                 | Udine                | Stadio Gerli            |
| Valpolicella | Santamargherita | S. Pietro in Cariano | C.S. comunale           |
| Valsugana    |                 | Padova               | C.S. Altichiero         |
| Verona       |                 | Verona               | Payanini Center         |
| Vicenza      | Rangers         | Vicenza              | Rugby Arena             |

### Girone 3
| Club            | Sponsor            | Città         | Impianto interno  |
| --------------- | ------------------ | ------------- | ----------------- |
| Amatori Catania |                    | Catania       | Stadio Goretti    |
| Capitolina      |                    | Roma          | Campo dell'Unione |
| Civitavecchia   |                    | Civitavecchia | Campo Moretti     |
| CUS Perugia     |                    | Perugia       | Pian di Massiano  |
| I Medicei A     |                    | Firenze       | Stadio Lodigiani  |
| Napoli Afragola |                    | Napoli        | Stadio ex NATO    |
| Noceto          |                    | Noceto        | Stadio Capra      |
| Pesaro          | Pagano & Ascolillo | Pesaro        | Stadio Patrignani |
| Cavalieri Union |                    | Prato         | Stadio Chersoni   |
| Romagna         |                    | Cesena        | Stadio del Rugby  |

## Formula
Il campionato si sarebbe dovuto svolgere in una fase a gironi e una a play-off:
- Prima fase a gironi. Le 30 squadre furono ripartite in 3 gironi da 10 squadre ciascuno secondo criteri di prossimità geografica. In tale fase le squadre si sarebbero dovute incontrare, in ogni girone, con la formula all'italiana in partita di andata e ritorno. Al termine di tale fase, le tre squadre prime classificate di ogni girone sarebbero dovute accedere direttamente alle semifinali, mentre le tre squadre decime classificate sarebbero dovute retrocedere direttamente in serie B.
- Play-out. Le tre squadre classificate al decimo posto di ogni girone sarebbero dovute retrocedere direttamente in serie B; mentre le tre quadre none di ogni gruppo sarebbero state raggruppate in un girone play-out con gare di sola andata. L'ultima classificata al termine dei tre incontri sarebbe stata relegata anch'essa in serie B.
- Play-off. Le tre squadre classificate al primo posto di ogni girone si sarebbero dovute incontrare in gare di sola andata all'interno del girone play-off. La prime due classificate relative a tali tre incontri sarebbero state promosse entrambe in TOP10 2020-21, e la vincitrice del raggruppamento sarebbe stata dichiarata campione d'Italia di serie A.

## Fase a gironi

### Girone 1
| 20-10-2019 | 1ª/10ª giornata             | 19-1-2020 |
| ---------- | --------------------------- | --------- |
| 17-14      | VIIº Torino — Accademia FIR | 20-24     |
| 15-33      | I Centurioni — Parabiago    | 32-29     |
| 14-26      | Milano — Biella             | 36-38     |
| 43-27      | Recco — CUS Genova          | 19-13     |
| 7-30       | Alghero — CUS Torino        | 6-41      |
|            |                             |           |
| 17-11-2019 | 4ª/13ª giornata             |           |
| 27-15      | VIIº Torino — Recco         | N.D.      |
| 53-7       | Milano — I Centurioni       | N.D.      |
| 44-0       | Biella — Alghero            | N.D.      |
| 15-8       | Accademia FIR — CUS Torino  | N.D.      |
| 28-31      | CUS Genova — Parabiago      | N.D.      |
|            |                             |           |
| 15-12-2019 | 7ª/16ª giornata             |           |
| 24-14      | Alghero — VIIº Torino       | N.D.      |
| 20-29      | I Centurioni — Recco        | N.D.      |
| 61-0       | CUS Torino — Milano         | N.D.      |
| 28-15      | CUS Genova — Biella         | N.D.      |
| 49-10      | Parabiago — Accademia FIR   | N.D.      |

| 27-10-2019 | 2ª/11ª giornata           | 26-1-2020 |
| ---------- | ------------------------- | --------- |
| 27-25      | Biella — VIIº Torino      | 31-12     |
| 17-12      | CUS Genova — I Centurioni | 26-21     |
| 43-3       | Accademia FIR — Milano    | 38-16     |
| 22-10      | CUS Torino — Recco        | 14-14     |
| 47-19      | Parabiago — Alghero       | 22-20     |
|            |                           |           |
| 24-11-2019 | 5ª/14ª giornata           |           |
| 12-19      | Parabiago — VIIº Torino   | N.D.      |
| 3-29       | I Centurioni — Biella     | N.D.      |
| 17-12      | Recco — Milano            | N.D.      |
| 17-12      | Alghero — Accademia FIR   | N.D.      |
| 36-12      | CUS Torino — CUS Genova   | N.D.      |
|            |                           |           |
| 22-12-2019 | 8ª/17ª giornata           |           |
| 43-5       | VIIº Torino — CUS Genova  | N.D.      |
| 0-22       | I Centurioni — CUS Torino | N.D.      |
| 36-26      | Milano — Alghero          | N.D.      |
| 32-29      | Biella — Accademia FIR    | N.D.      |
| 21-20      | Recco — Parabiago         | N.D.      |

| 3-11-2019 | 3ª/12ª giornata              | 16-2-2020 |
| --------- | ---------------------------- | --------- |
| 30-25     | VIIº Torino — Milano         | N.D.      |
| 10-40     | I Centurioni — Accademia FIR | 21-35     |
| 20-3      | Recco — Biella               | 19-20     |
| 9-16      | Parabiago — CUS Torino       | 21-46     |
| 34-26     | Alghero — CUS Genova         | 16-27     |
|           |                              |           |
| 1-12-2019 | 6ª/15ª giornata              |           |
| 52-26     | VIIº Torino — I Centurioni   | N.D.      |
| 38-10     | Milano — Parabiago           | N.D.      |
| 20-20     | Biella — CUS Torino          | N.D.      |
| 50-0      | Accademia FIR — CUS Genova   | N.D.      |
| 38-17     | Recco — Alghero              | N.D.      |
|           |                              |           |
| 12-1-2020 | 9ª/18ª giornata              |           |
| 10-7      | CUS Torino — VIIº Torino     | N.D.      |
| 20-5      | Alghero — I Centurioni       | N.D.      |
| 13-34     | CUS Genova — Milano          | N.D.      |
| 20-24     | Parabiago — Biella           | N.D.      |
| 22-27     | Accademia FIR — Recco        | N.D.      |

#### Classifica
| Pos | Squadra          | G  | V  | N | P  | PF  | PS  | DP   | BMP | Pt |
| --- | ---------------- | -- | -- | - | -- | --- | --- | ---- | --- | -- |
| 1   | Accademia FIR    | 12 | 9  | 0 | 3  | 392 | 203 | +189 | 0   | 36 |
| 2   | Biella           | 12 | 10 | 1 | 1  | 310 | 205 | +105 | 6   | 48 |
| 3   | CUS Torino       | 12 | 9  | 2 | 1  | 278 | 130 | +148 | 6   | 46 |
| 4   | Pro Recco        | 12 | 8  | 1 | 3  | 272 | 217 | +55  | 4   | 38 |
| 5   | VII Rugby Torino | 11 | 7  | 0 | 4  | 278 | 189 | +89  | 6   | 34 |
| 6   | Parabiago        | 12 | 4  | 0 | 8  | 286 | 313 | −27  | 10  | 26 |
| 7   | Rugby Milano     | 11 | 4  | 0 | 7  | 276 | 261 | +15  | 9   | 25 |
| 8   | CUS Genova       | 12 | 3  | 0 | 9  | 191 | 355 | −164 | 4   | 16 |
| 9   | Amatori Alghero  | 12 | 2  | 0 | 10 | 182 | 379 | −197 | 4   | 12 |
| 10  | I Centurioni     | 12 | 1  | 0 | 11 | 172 | 385 | −213 | 4   | 8  |

### Girone 2
| 20-10-2019 | 1ª/10ª giornata        | 19-1-2020 |
| ---------- | ---------------------- | --------- |
| 31-25      | Valsugana — Vicenza    | 21-14     |
| 24-21      | Paese — Badia          | 6-38      |
| 23-16      | Valpolicella — Casale  | 17-24     |
| 24-14      | Verona — Petrarca A    | 8-15      |
| 14-28      | Udine — Tarvisium      | 0-48      |
|            |                        |           |
| 17-11-2019 | 4ª/13ª giornata        |           |
| 29-13      | Valsugana — Udine      | N.D.      |
| 15-8       | Casale — Paese         | N.D.      |
| 30-10      | Badia — Valpolicella   | N.D.      |
| 7-33       | Tarvisium — Verona     | N.D.      |
| 13-0       | Vicenza — Petrarca A   | N.D.      |
|            |                        |           |
| 15-12-2019 | 7ª/16ª giornata        |           |
| 20-20      | Petrarca A — Valsugana | N.D.      |
| 11-13      | Paese — Udine          | N.D.      |
| 16-38      | Valpolicella — Verona  | N.D.      |
| 25-27      | Badia — Tarvisium      | N.D.      |
| 37-27      | Vicenza — Casale       | N.D.      |

| 27-10-2019 | 2ª/11ª giornata           | 26-1-2020 |
| ---------- | ------------------------- | --------- |
| 38-25      | Tarvisium — Valsugana     | 20-14     |
| 27-24      | Vicenza — Paese           | 3-8       |
| 31-19      | Petrarca A — Valpolicella | 24-26     |
| 0-29       | Casale — Verona           | 0-59      |
| 40-17      | Badia — Udine             | 30-6      |
|            |                           |           |
| 24-11-2019 | 5ª/14ª giornata           |           |
| 15-27      | Paese — Valsugana         | N.D.      |
| 10-25      | Valpolicella — Tarvisium  | N.D.      |
| 0-38       | Udine — Verona            | N.D.      |
| 24-31      | Vicenza — Badia           | N.D.      |
| 25-20      | Petrarca A — Casale       | N.D.      |
|            |                           |           |
| 22-12-2019 | 8ª/17ª giornata           |           |
| 26-0       | Valsugana — Badia         | N.D.      |
| 9-17       | Paese — Petrarca A        | N.D.      |
| 23-15      | Udine — Valpolicella      | N.D.      |
| 51-12      | Verona — Vicenza          | N.D.      |
| 23-0       | Tarvisium — Casale        | N.D.      |

| 3-11-2019 | 3ª/12ª giornata          | 16-2-2020 |
| --------- | ------------------------ | --------- |
| 49-0      | Verona — Valsugana       | 41-0      |
| 5-9       | Paese — Tarvisium        | 17-31     |
| 27-8      | Valpolicella — Vicenza   | 15-36     |
| 10-8      | Petrarca A — Badia       | 32-31     |
| 15-7      | Udine — Casale           | 32-41     |
|           |                          |           |
| 1-12-2019 | 6ª/15ª giornata          |           |
| 27-3      | Valsugana — Valpolicella | N.D.      |
| 22-3      | Verona — Paese           | N.D.      |
| 18-18     | Casale — Badia           | N.D.      |
| 10-31     | Udine — Vicenza          | N.D.      |
| 36-10     | Tarvisium — Petrarca A   | N.D.      |
|           |                          |           |
| 12-1-2020 | 9ª/18ª giornata          |           |
| 22-27     | Casale — Valsugana       | N.D.      |
| 21-24     | Valpolicella — Paese     | N.D.      |
| 3-27      | Badia — Verona           | N.D.      |
| 24-11     | Petrarca A — Udine       | N.D.      |
| 20-24     | Vicenza — Tarvisium      | N.D.      |

#### Classifica
| Pos | Squadra      | G  | V  | N | P | PF  | PS  | DP   | BMP | Pt |
| --- | ------------ | -- | -- | - | - | --- | --- | ---- | --- | -- |
| 1   | Verona       | 12 | 11 | 0 | 1 | 419 | 70  | +349 | 10  | 54 |
| 2   | Tarvisium    | 12 | 11 | 0 | 1 | 316 | 173 | +143 | 6   | 50 |
| 3   | Petrarca A   | 12 | 7  | 1 | 4 | 222 | 225 | −3   | 6   | 36 |
| 4   | Valsugana    | 12 | 7  | 1 | 4 | 247 | 260 | −13  | 6   | 36 |
| 5   | Badia        | 12 | 5  | 1 | 6 | 275 | 227 | +48  | 11  | 33 |
| 6   | Vicenza      | 12 | 5  | 0 | 7 | 250 | 269 | −19  | 6   | 26 |
| 7   | Casale       | 12 | 3  | 1 | 8 | 190 | 313 | −123 | 5   | 19 |
| 8   | Paese        | 12 | 3  | 0 | 9 | 154 | 244 | −90  | 6   | 18 |
| 9   | Valpolicella | 12 | 3  | 0 | 9 | 202 | 306 | −104 | 2   | 14 |
| 10  | Udine        | 12 | 3  | 0 | 9 | 154 | 342 | −188 | 1   | 13 |

### Girone 3
| 20-10-2019 | 1ª/10ª giornata                   | 19-1-2020 |
| ---------- | --------------------------------- | --------- |
| 17-32      | Romagna — Pesaro                  | 12-13     |
| 35-33      | I Medicei — Capitolina            | 5-23      |
| 28-19      | Amatori Catania — Cavalieri Union | 12-15     |
| 27-39      | Perugia — Noceto                  | 15-29     |
| 41-19      | Napoli Afragola — Civitavecchia   | 23-18     |
|            |                                   |           |
| 17-11-2019 | 4ª/13ª giornata                   |           |
| 8-20       | Romagna — Napoli Afragola         | N.D.      |
| 23-10      | Cavalieri Union — I Medicei       | N.D.      |
| 19-18      | Capitolina — Amatori Catania      | N.D.      |
| 15-13      | Civitavecchia — Perugia           | N.D.      |
| 27-24      | Pesaro — Noceto                   | N.D.      |
|            |                                   |           |
| 15-12-2019 | 7ª/16ª giornata                   |           |
| 38-5       | Noceto — Romagna                  | N.D.      |
| 18-12      | I Medicei — Napoli Afragola       | N.D.      |
| 46-14      | Amatori Catania — Perugia         | N.D.      |
| 59-17      | Capitolina — Civitavecchia        | N.D.      |
| 26-17      | Pesaro — Cavalieri Union          | N.D.      |

| 27-10-2019 | 2ª/11ª giornata                   | 26-1-2020 |
| ---------- | --------------------------------- | --------- |
| 32-12      | Civitavecchia — Romagna           | 22-28     |
| 29-19      | I Medicei — Pesaro                | 5-16      |
| 34-5       | Noceto — Amatori Catania          | 15-34     |
| 22-10      | Cavalieri Union — Perugia         | 17-23     |
| 26-14      | Capitolina — Napoli Afragola      | 10-13     |
|            |                                   |           |
| 24-11-2019 | 5ª/14ª giornata                   |           |
| 29-19      | I Medicei — Romagna               | N.D.      |
| 34-14      | Amatori Catania — Civitavecchia   | N.D.      |
| 20-12      | Napoli Afragola — Perugia         | N.D.      |
| 10-24      | Pesaro — Capitolina               | N.D.      |
| 27-0       | Noceto — Cavalieri Union          | N.D.      |
|            |                                   |           |
| 22-12-2019 | 8ª/17ª giornata                   |           |
| 10-20      | Romagna — Capitolina              | N.D.      |
| 10-3       | I Medicei — Noceto                | N.D.      |
| 8-17       | Napoli Afragola — Amatori Catania | N.D.      |
| 3-7        | Perugia — Pesaro                  | N.D.      |
| 33-22      | Civitavecchia — Cavalieri Union   | N.D.      |

| 3-11-2019 | 3ª/12ª giornata                   | 16-2-2020 |
| --------- | --------------------------------- | --------- |
| 26-20     | Perugia — Romagna                 | 13-60     |
| 34-27     | I Medicei — Civitavecchia         | 25-20     |
| 23-3      | Amatori Catania — Pesaro          | 20-15     |
| 15-3      | Noceto — Capitolina               | 23-22     |
| 32-5      | Napoli Afragola — Cavalieri Union | 21-34     |
|           |                                   |           |
| 1-12-2019 | 6ª/15ª giornata                   |           |
| 14-19     | Romagna — Amatori Catania         | N.D.      |
| 19-24     | Perugia — I Medicei               | N.D.      |
| 12-23     | Cavalieri Union — Capitolina      | N.D.      |
| 33-17     | Napoli Afragola — Pesaro          | N.D.      |
| 34-37     | Civitavecchia — Noceto            | N.D.      |
|           |                                   |           |
| 12-1-2020 | 9ª/18ª giornata                   |           |
| 32-25     | Cavalieri Union — Romagna         | N.D.      |
| 24-33     | Amatori Catania — I Medicei       | N.D.      |
| 55-7      | Capitolina — Perugia              | N.D.      |
| 32-17     | Noceto — Napoli Afragola          | N.D.      |
| 17-17     | Pesaro — Civitavecchia            | N.D.      |

#### Classifica
| Pos | Squadra         | G  | V | N | P  | PF  | PS  | DP   | BMP | Pt |
| --- | --------------- | -- | - | - | -- | --- | --- | ---- | --- | -- |
| 1   | Noceto          | 12 | 9 | 0 | 3  | 316 | 199 | +117 | 8   | 44 |
| 2   | Capitolina      | 12 | 8 | 0 | 4  | 317 | 179 | +138 | 10  | 42 |
| 3   | I Medicei       | 12 | 9 | 0 | 3  | 257 | 238 | +19  | 6   | 42 |
| 4   | Amatori Catania | 12 | 8 | 0 | 4  | 280 | 203 | +77  | 7   | 39 |
| 5   | Napoli Afragola | 12 | 7 | 0 | 5  | 254 | 216 | +38  | 4   | 32 |
| 6   | Pesaro          | 12 | 6 | 1 | 5  | 220 | 224 | −4   | 4   | 30 |
| 7   | Cavalieri Union | 12 | 5 | 0 | 7  | 218 | 270 | −52  | 3   | 23 |
| 8   | Civitavecchia   | 12 | 3 | 1 | 8  | 268 | 345 | −77  | 8   | 22 |
| 9   | Romagna         | 12 | 2 | 0 | 10 | 230 | 314 | −84  | 6   | 14 |
| 10  | Perugia         | 12 | 2 | 0 | 10 | 182 | 354 | −172 | 5   | 13 |